# Godzilla (film fra 2014)
Godzilla er en 2014 amerikansk film instrueret af Gareth Edwards og skrevet af Max Borenstein, med historie af David Callaham. Filmen er en reboot af Toho's Godzilla - franchise og er film nummer 30 i serien, den anden Godzillafilm som er fremstillet helt af et amerikansk selskab, den første er fra 1998 af navn. Medvirkende er Aaron Taylor-Johnson, Ken Watanabe, Elizabeth Olsen, Juliette Binoche, Sally Hawkins, David Strathairn, og Bryan Cranston.